# 77 (Billy Idol)
77 è un singolo del cantante inglese Billy Idol, pubblicato il 22 aprile 2025 come secondo estratto dal nono album in studio Dream Into It.
Il brano vede la collaborazione della cantante canadese Avril Lavigne.

## Formazione
Musicisti
- Billy Idol – voce
- Avril Lavigne – voce aggiuntiva

Produttori
- Tommy English – chitarra, tastiere
- Chris Chaney – basso
- Steve Stevens – chitarra
- Josh Freese – percussioni

## Successo commerciale
La canzone ha debuttato in una classifica di Billboard: alla trentunesima posizione nella US Adult Pop Airplay.